# کارلوس آباد
کارلوس آباد (انگلیسی: Carlos Abad؛ زادهٔ ۲۸ ژوئن ۱۹۹۵) بازیکن فوتبال اهل اسپانیا است.
از باشگاه‌هایی که در آن بازی کرده‌است می‌توان به باشگاه ورزشی تنریف و باشگاه فوتبال رئال مادرید کاستیا اشاره کرد.